# 13439 Frankiethomas
13439 Frankiethomas è un asteroide della fascia principale. Scoperto nel 1960, presenta un'orbita caratterizzata da un semiasse maggiore pari a 2,3106760 UA e da un'eccentricità di 0,1448612, inclinata di 6,64822° rispetto all'eclittica.